# Генеральний план

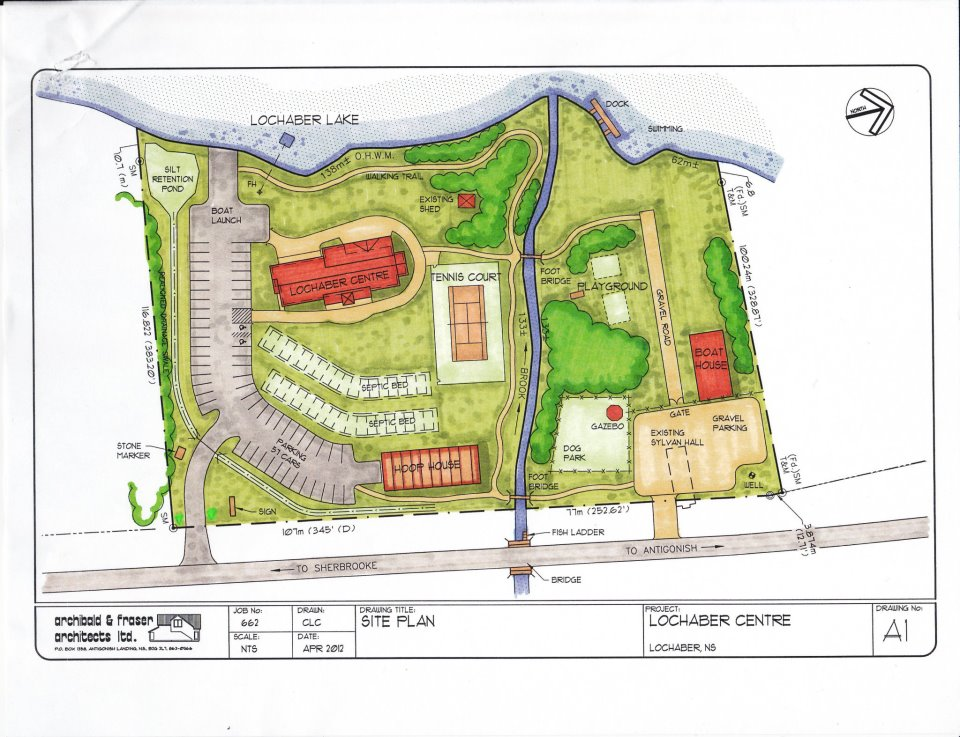
Приклад генерального плану.

Генера́льний план — вид містобудівної документації, що регулює містобудівну діяльність в містах і інших поселеннях, визначає умови безпеки мешкання населення, забезпечення необхідних санітарно-гігієнічних і екологічних вимог, раціональне визначення меж землекористувань, зон житлової, суспільної, промислової забудови, територій, що особливо охороняються, зон різної містобудівної цінності, розміщення місць прикладення праці, розвиток інженерно-транспортної інфраструктури, впорядкування територій, збереження історико-культурної спадщини і антропогенних ландшафтів.
Генеральний план затверджується і є основним юридичним документом і затверджується в порядку, встановленому законами або іншими нормативними правовими актами.
Генеральна схема, схеми планування окремих частин території України затверджуються Верховною Радою України. Планування територій на регіональному рівні здійснюється відповідними органами містобудування та архітектури.
Генеральний план — частина проекту з комплексним вирішенням питань планування та благоустрою об'єкта будівництва, розміщення будівель, споруд, транспортних комунікацій, інженерних мереж, організацій і систем господарського та побутового обслуговування.
Генеральний план [Архівовано 20 вересня 2020 у Wayback Machine.] повинен містити ключові рішення щодо розміщення об'єктів загальноміського або загальносільського значення, регламентувати організацію дорожньої мережі та дорожнього руху, інженерних комунікації та інші важливі компоненти.
Генеральний план населеного пункту містобудівна документація, яка визначає принципові вирішення розвитку, планування, забудови та іншого використання території населеного пункту.

## Вплив генеральних планів на інвестиційну привабливість міст
Генеральний план є нормативно-правовим актом органа місцевого самоврядування. Цей документ містить загальні правила господарської діяльності, розраховані на тривалий час, близько 20 років. Більшість інформації з генпланів прямо чи опосередковано вливає на прийняття управлінських рішень.
Прийняттям генплану орган місцевого самоврядування втручається у звичайний хід подій, який повинен відбуватися на основі ринкової конкуренції.
Вважається, що приводом для державного втручання в економіку є усунення вад, так званих неспроможностей ринку. Генплан впливає на три такі неспроможності.
Проблема зовнішніх ефектів у сфері містобудування насамперед пов'язана з ціною. Наприклад, купівля нерухомості чи інвестиція в бізнес у несприятливому з екологічної точки зору місті означає для приватної особи чи інвестора сплату фактично більшої ціни, ніж за договором купівлі-продажу.
В радянські часи така неспроможність вирішувалася адміністративно: бюджетоутворюючі підприємства в містах були одночасно і джерелами негативних зовнішніх ефектів, і їх споживачами.
Тепер частіше трапляється інша ситуація. Інвестори, особливо в містах з єдиним бюджетоутворюючим підприємством, відмовляються від соціальних зобов'язань, не вирішують екологічних проблем, і це призводить до спаду інтересу інвесторів.
Комплексність, стратегічність і науковість генплану повинні мінімізувати такі явища.
Проблема інформаційної асиметрії пов'язана з проблемою зовнішніх ефектів.
Вона полягає в тому, що місцева влада та місцевий бізнес можуть мати більше інформації про реальні умови й вимоги щодо містобудування, а також про наявність земельних ділянок, ніж зовнішній інвестор. Тобто розподіл інформації між «зовнішніми» та «внутрішніми» інвесторами буде асиметричний.
Внаслідок цього необізнаний інвестор може зробити помилкову інвестицію, що призведе до її втрати, або навіть загрожуватиме банкрутством. Відповідно, доступна всім інформація з генеральних планів усуне такий ризик.
Проблему суспільних благ генеральний план вирішує через планування доріг, шкіл, парків, місць спільного відпочинку.
Оскільки генеральний план має ознаки регуляторного акта, він повинен проходити процедуру прийняття відповідно до законодавства про регуляторну діяльність. Тобто бути оприлюдненим, пройти обговорення, яке супроводжується аналізом регуляторного впливу, а згодом повинно відбутися відстеження цього впливу.
Крім цього, генплан як регуляторний акт мусить відповідати статті 4 закону «Про засади державної регуляторної політики у сфері господарської діяльності», тобто бути доцільним, ефективним, збалансованим і передбачуваним.
Відомо, що основним аргументом для інвестора при прийнятті рішення про вкладення коштів є рівень окупності капіталу й рівень ризиків. Саме генеральний план є основним джерелом такої інформації у сфері ринку житла та нерухомості.
Цей документ містить інформацію про демографічні, соціальні й економічні показники стану розвитку місцевої громади — вони зумовлюють попит. Перспективи майбутніх капітальних проектів і територіальні напрямки розширення міста дають можливість спрогнозувати і попит, і пропозицію.
У 2005 році консалтингова компанія, яка на замовлення МВФ і Світового банку консультує уряди країн світу щодо покращення інвестиційного клімату в Україні, визначила аспекти ринку землі, які найбільше цікавлять приватних інвесторів.
Серед них — доступ до ринку землі, гарантії права власності на отриману землю, вимоги до використання землі та рівне ставлення до конкурентів. Відповіді на всі ці питання містяться у генплані міста, проте інвесторам ці відповіді недоступні.
Після виявлення проблеми, у 2009 році правозахисники звернулися до понад 100 міських рад України з запитами щодо надання доступу до генеральних планів. Цю роботу правозахисників підтримала Програма «Верховенство права» Міжнародного фонду «Відродження». У відповідь на запити до міських рад правозахисники отримали позитивні відповіді лише від 5 міст. Решта міських рад в різний спосіб відмовили в доступі до своїх публічних документів. Відмови правозахисники оскаржили в національних судах. Але українські суди підтримали незаконні рішення міських рад, і у 2012 році Громадська організація «Східноукраїнський центр громадських ініціатив» подала ряд скарг до ЄСПЛ. В 2023 році, тобто через 11 років процесу, ЄСПЛ ухвалив позитивне рішення і визнав, що приховування містобудівної документації міськими радами є порушенням ст. 10 «Конвенції про захист прав людини і основоположних свобод», а саме порушенням права на свободу вираження поглядів, що включає в себе право вільно отримувати і поширювати інформацію.